# Aubrey Ashburn
Aubrey Ashburn (21 de noviembre de 1976) es una cantante y compositora con formación clásica.
Ha llevado a cabo varios proyectos musicales en solitario y para videojuegos de renombre mundial como Dragon Age: Origins, Devil May Cry 4 y Lost Planet.
Ha colaborado con compositores de la talla de Inon Zur y Jerry Merrill, llegando a trabajar con la famosísima Northwest Sinfonia Orchestra.

## Proyectos
Como solista:
- Sleeping Virtue (2003)

Videojuegos:
- Dragon Age: Origins

- Dragon's Dogma

- Devil May Cry 4

- Lost Planet

- El Señor de los Anillos: Batalla por la Tierra Media II

- Warhammer 40000

- Dragon Age II

- Alicia en el país de las maravillas

## Nominaciones
- "Game Audio Network Guild" (incluyendo "Music of the Year," "Best Soundtrack Album" y "Best Original Vocal – Pop") por las canciones "Lelianna’s Song" y "I Am The One" (2010).

- "Best Original Vocal - Pop at the Game Developers Conference" (2009).

- "G.A.N.G. Awards for Best Cinematic Audio" (2007).

- "Best Original Vocal - Choral at the 2007 Game Audio Network Guild Awards" (2007).